# Acetobacterium wieringae
Acetobacterium wieringae è una specie di batterio appartenente alla famiglia delle Eubacteriaceae.